# Lekenik
Lekenik is een gemeente in de Kroatische provincie Sisak-Moslavina.
Lekenik telt 6170 inwoners. De oppervlakte bedraagt 224,4 km², de bevolkingsdichtheid is 27,5 inwoners per km².
Steden (gradovi): Sisak · Glina · Hrvatska Kostajnica · Kutina · Novska · Petrinja

Gemeenten (općine): Donji Kukuruzari · Dvor · Gvozd · Hrvatska Dubica · Jasenovac · Lekenik · Lipovljani · Majur · Martinska Ves · Popovača · Sunja · Topusko · Velika Ludina